# Исии, Тиаки
Тиа́ки Иси́и (яп. チアキ・イシイ,  порт.-браз. Chiaki Ishii, 1 октября 1941 года, Асикага, префектура Тотиги региона Канто Япония) — бразильский дзюдоист японского происхождения (9-й дан), призёр Олимпийских игр и чемпионата мира. Лауреат трофея Адемара Феррейры да Силвы (2023), кавалер ордена Восходящего солнца 6 класса.

## Биография
Родился в 1941 году в Асикага, с юных лет занялся дзюдо. Изучал педагогику в университете Васэда. Он очень хотел принять участие в первом в истории олимпийском турнире по дзюдо на Олимпийских играх в Токио, но на отборочных состязаниях проиграл будущему чемпиону Исао Окано.
После этого он решил эмигрировать в Бразилию и заняться там фермерством. Прибыв в Бразилию, он поселился в японской общине Президенти-Пруденти, и занялся там сельским хозяйством. После того, как он поучаствовал в местном турнире по дзюдо, земляки оценили его мастерство, и уговорили его начать преподавание. Тиаки Исии переключился на преподавание дзюдо, и впоследствии открыл додзё в Сан-Паулу. В 1969 году он получил бразильское гражданство, и с тех пор стал представлять Бразилию на международных состязаниях. В 1971 году он завоевал бронзовую медаль чемпионата мира, первую для Бразилии, а в 1972 году стал бронзовым призёром Олимпийских игр в Мюнхене.
Самые известные ученики его академии — Аурелиу Мигел, Валтер Кармона, Рожерио Сампайо и Рафаэл «Бэби» Силва. У него три дочери: Таня, Ваня (известные дзюдоистки) и Луиза.